# Bona (famiglia)
|                                       |  |
| Gli stemmi dei Bona e dei Giorgi-Bona |  |

La famiglia Bona (nelle fonti anche De Bona, in croato anche Bunić) fu una delle più antiche famiglie nobili della Repubblica di Ragusa.

## Storia
Le origini della famiglia rimangono per lo più oscure, ma due sono le più antiche tradizioni: secondo la prima, essi sarebbero originari da Cattaro, mentre secondo la seconda proverrebbero dalla città di Vieste, in Puglia.
L'Almanacco di Gotha li enumera fra le undici famiglie del più antico Patriziato Sovrano Originario della Repubblica ancora residenti in città alla metà del XIX secolo.
È probabile che il cognome derivi dal nome proprio Bona (nelle fonti anche nella forma Buna o specificamente nella zona di Ragusa Bune), attestato in Dalmazia e in Italia fin da tempi immemorabili.
La famiglia fu una delle più influenti e ricche di Ragusa, suddivisa in vari rami e unita alle altre famiglie nobili ragusee da una serie di matrimoni che a loro volta diedero luogo ad ulteriori rami della casata.
Nel XIV secolo e XV secolo, i Bona diedero alla Repubblica di Ragusa ben 629 alti funzionari statali, pari al 7,13% sul totale nell'intero periodo. Allo stesso modo, essi fra il 1440 e il 1640 contarono 240 membri del Maggior Consiglio, pari al 10,90% sul totale. In questi duecento anni, ottennero anche 383 cariche senatoriali (11,70%), 280 volte la qualifica di Rettore della Repubblica (11,80%), 194 membri del Minor Consiglio (8,96%) e 105 Guardiani della Giustizia (12,80%), risultando la seconda famiglia ragusea più rappresentata nelle alte cariche pubbliche.
La loro nobiltà venne riconosciuta dalla Casa d'Austria, col titolo di marchese.
Il ramo principale della famiglia - col cognome De Bona - risulta tuttora esistente, con una residenza principale negli Stati Uniti, ma anche una residenza secondaria ed alcune attività imprenditoriali a Ragusa.

## Personalità notabili (in ordine cronologico)

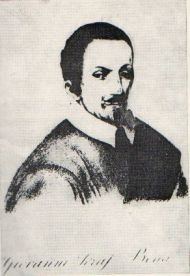
Giovanni Serafino Bona

- Serafino Bona (? - 1488) - Teologo e scrittore, fu consigliere personale del re Mattia Corvino.
- Giacomo Bona (? - 1534) - Scrittore e poeta, fu ambasciatore della Repubblica presso papa Leone X. Una silloge delle sue opere fu pubblicata a Roma nel 1526.
- Michele Bona (detto Babulino, XVI secolo) - Poeta in illirico, latino e italiano.
- Giovanni Serafino Bona (in croato Ivan Bunić Vučić, 1591/92 - 1658) - Fu poeta e scrittore, oggi riconosciuto come uno dei capostipiti della letteratura croata.
- Nicolò Bona (? - 1678) - Resse le sorti di Ragusa successivamente al disastroso terremoto del 1667, tanto da esser considerato un novello padre della patria. Morto in Bosnia prigioniero dei dominatori ottomani, in suo onore vennero decretate esequie pubbliche e venne eretta nella sala del Maggior Consiglio della Repubblica una targa. Scrisse in illirico l'Erodiade, più altre composizioni in italiano e latino.
- Giovanni Bona (? - 1712) - Discepolo del cardinale Giovanni Battista Tolomei, fu poeta e scrittore. Di lui si ricordano alcune traduzioni di commedie dal francese in illirico, nonché varie poesie in lingua slava e italiana.
- Francesco Girolamo Bona (1687 - 1749) - Vescovo e scrittore, scrisse le opere Oratio in funere Eugenii Principis de Sabaudia (Venezia, 1749), Synodus Diocesana Tribun, Ciceronis vita Mideltonii latine versa e il Quaresimale recitato alla Signoria di Ragusa.
- Luca Bona (? - 1778) - Giurista e scrittore, sia in italiano che in illirico.